# Ragnar Blomqvist
Ragnar Johan Blomqvist, född 1 maj 1901 i Lund, död där 12 juni 1983, var en svensk museiman.
Blomqvist blev filosofie doktor 1929 med avhandlingen Smålands romanska stenkonst och anställdes därefter vid Kulturen. Åren 1938–1961 var han antikvarie vid museet och 1961–1968 stadsantikvarie i Lund. Blomqvist var en flitig kulturhistorisk skribent och publicerade en mängd arbeten inom området, bland dessa märks förutom en mängd artiklar i Kulturens årsbok Tusentalets Lund (1940), Lunds historia (del I 1951 och del II 1976), Thulegrävningen 1961 (1963) och Lunds stadsbild (1968). Han är begravd på Norra kyrkogården i Lund.